# Aerangis appendiculata
Aerangis appendiculata es una orquídea epífita originaria de África.

## Descripción
Es una planta de pequeño tamaño que prefiere el clima cálido al fresco, es epífita o, a veces, se encuentra como litófita. Tiene un tallo corto con 3 a 4 hojas oblanceoladas, carnosas o coriáceas  de color verde oscuro y, a menudo, con nervadura reticulada visible. Produce   una inflorescencia axilar colgante, de 7,5 a 15 cm de largo, con 10  flores de 7 cm de largo. Florece en la primavera.

## Distribución y  hábitat
Se encuentra en Malaui, Mozambique, Zambia y Zimbabue en los bosques perennifolios de alta precipitación pluvial y en matorrales, en los troncos de los árboles en una profunda sombra en alturas desde los 1150 hasta los 1850 m s. n. m.

## Taxonomía
Aerangis appendiculata fue descrita por (De Wild.) Schltr. y publicado en Beihefte zum Botanischen Centralblatt 36: 114. 1918.
Etimología
El nombre del género Aerangis procede de las palabras griegas: aer = (aire) y angos = (urna), en referencia a la forma del labelo.
appendiculata: epíteto latino que significa "con apéndices pequeños".
Sinonimia
- Mystacidium appendiculatum De Wild. (1904).[4][5]